# M.1 (dirigibile)
Il dirigibile M.1 era un dirigibile di tipo semirigido costruito in Italia dallo Stabilimento Costruzioni Aeronautiche di Roma nella prima metà degli anni dieci per scopi militari. L'M.1 apparteneva alla "Classe M", progettata dall'ingegnere Gaetano Arturo Crocco. L'aeronave effettuò un totale di 411 ascensioni, di cui 36 in missioni di guerra, per complessive 949 ore di volo.

## Storia del progetto
Nel 1910 la legge di potenziamento dell'aeronautica aveva previsto la costruzione di 9 dirigibili, di cui tre piccoli, cinque medi e uno grande. I dirigibili medi (tipo M), del tipo semirigido, vennero progettati dagli ufficiali del genio militare Gaetano Arturo Crocco e Ottavio Ricaldoni. Il primo di essi, l'M.1, da considerarsi il prototipo della Classe M, fu costruito presso le Officine Costruzioni Aeronautiche di Roma (involucro) e le Officine Savigliano (parte metallica) nel 1912, con involucro dotato di 10 compartimenti. Per la prima volta in Italia fu dotato di una navicella a fusoliera invece di una a scafo, e per la motorizzazione venne scelto il propulsore Fiat S-76A da 200 CV, installato in due esemplari.
Assegnato in forza al Regio Esercito, l'aeronave andò in volo per la prima volta a Vigna di Valle nell'agosto 1912 con equipaggio formato dal Tenente di Vascello Castruccio Castracane, Ten. Tullio Benigni, Ten. Gualtiero Valerio e Ten. Giuseppe Valle, e si pensò subito di impiegarla nella guerra italo-turca inviandolo sull'isola di Lero, nel Mar Egeo. La cessazione delle ostilità mise fine al progetto. Trasferito sull'aeroscalo di Campalto (Venezia), fu lì gonfiato per la prima volta il 7 novembre 1914, iniziando i voli di collaudo il 17 dello stesso mese. Nel corso del 1914 conquistò il record di tangenza per dirigibili raggiungendo i 3250 m.

## Tecnica
Si trattava di un dirigibile di tipo semirigido con la navicella, costruita in tubi d'acciaio rivestiti in tela, capace di trasportate 20 persone, appesa al pallone a mezzo cavi collegati ai nodi di una catenaria di cavo d'acciaio, cucita sulla gualdrappa del dirigibile e collegata alla trave rigida di carena. I timoni di direzione erano due, posizionati sulla parte posteriore del dirigibile, ed aventi configurazione biplana.
La propulsione era affidata a due motori Fiat S-76A a 4 cilindri in linea raffreddati ad acqua, eroganti la potenza di 200 CV ciascuno, posizionati in coppia al centro della navicella ed azionanti eliche bipala lignee. I propulsori consentivano all'aeronave di raggiungere una velocità massima di circa 70 km/h.

## Impiego operativo
All'atto dell'entrata in guerra del Regno d'Italia, avvenuta il 24 maggio 1915, l'aeronave si trovava di stanza sull'aeroporto di Boscomantico al comando del capitano Manlio Merzari. L'M.1 fu subito impiegato in missioni operative, eseguendo il primo bombardamento su Lubiana nella notte del 27 maggio. Colpito da almeno 200 colpi di fucile, riuscì a rientrare sull'aeroscalo di Campalto, a Venezia.
Nel 1916 sostituì i motori Fiat S-76A con i Maybach-Itala D.2 da 220 CV, ricevette una navicella più piccola e più leggera e vennero studiati alcuni dispositivi per alleggerirne il peso massimo, aumentando nel contempo l'equilibrio statico. 
Nella notte tra il 7 e l’8 agosto si alzò in volo da Campalto per lanciare una tonnellata di esplosivi sulla stazione ferroviaria di Opicina, grande centro logistico delle forze nemiche sul Carso e per sfuggire alla reazione della contraerea salì a 4.000 metri rilasciando la zavorra, con una manovra evasiva che dimostrava l'efficacia delle modifiche introdotte in estate.
Dopo la disfatta di Caporetto trovò impiego in numerose missioni di copertura alla truppe italiane in ripiegamento verso la linea del Piave. Tra il 3 e il 24 novembre eseguì 10 missioni belliche, compiendo 7 bombardamenti, due dei quali nella stessa notte (9-10 novembre). Nella notte del 24 novembre sopravvisse a un bombardamento eseguito da aerei nemici su Campalto, partendo poco dopo per eseguire una missione di bombardamento contro obiettivi nemici. Al rientrò si portò sulla base di Campi Bisenzio, e poi il 29 marzo a Ciampino dove venne trasferito alle dipendenze della Regia Marina. Rientrò in servizio il 5 aprile 1918 con compiti esplorativi sul mare, e tra il 10 e il 30 giugno gli venne cambiato l'involucro. Dopo la fine del conflitto la Regia Marina provvedette ad eseguire lavori di ammodernamento, e tra l'11 marzo e il 2 aprile 1919, la navicella di tipo militare fu sostituita da una per il trasporto passeggeri realizzata appositamente presso lo Stabilimento Costruzioni Aeronautiche. Il 3 aprile iniziò ad eseguire voli di propaganda sulla capitale, trasportando personaggi illustri e missioni straniere in visita a Roma, tra cui Re Vittorio Emanuele III (24 settembre 1920). Nel corso di 54 voli civili trasportò 800 passeggeri. Venne definitivamente radiato verso la fine del 1920, e successivamente demolito.
Durante la sua carriera compì in totale 411 voli dei quali 373 ordinari e 36 di guerra, eseguendo 25 missioni di bombardamento, per un totale di 949 ore di volo durante le quali percorse 50 000 km.

## Utilizzatori
Italia
- Regio Esercito
- Regia Marina

### Annotazioni
1. ↑  Il comandante Guido Scelsi partì appositamente dalla Libia per raggiungere Vigna di Valle dove si trovava lo M.1.
2. ↑  In quel periodo l'aeroscalo di Campalto si trovava a solo 19 km dalla linea del fronte.
3. ↑  Di cui 291 per il Regio Esercito e 120 per la Regia Marina.
4. ↑  Di cui 543 per il Regio Esercito e 506 per la Regia Marina.

### Fonti
1. ↑  Pesce 1982, p. 133.
2. 1 2 3 4 5 6 7 8  Pesce 1982, p. 56.
3. 1 2 3 4 5 6 7 8 9  Pesce 1982, p. 79.
4. ↑  Pesce 1982, p. 153.
5. ↑  Pesce 1982, p. 150.
6. 1 2  Pesce 1982, p. 70.
7. ↑  Pesce 1982, p. 73.
8. ↑   Aeroturismo con aeronavi della Regia Marina Italiana, 1919 – Portale Cinema Muto Italiano, su ilcinemamuto.it. URL consultato il 20 febbraio 2025.